# 楚留香酒樓
楚留香酒樓是香港的一間著名酒樓，位於香港島筲箕灣筲箕灣中心，由香港已故粵劇名伶新馬師曾（鄧永祥）開辦。酒樓名稱以著名小說角色楚留香命名。

## 歷史
新馬師曾於1997年死後，酒樓交由其子鄧兆尊打理，惟於2003年因嚴重急性呼吸道症候群疫症的打擊，最後宣告清盤，現址為東城海鮮酒家。
這間酒樓的業權亦是鄧家爭產事件中的主角之一。楚留香酒樓在2004年4月因欠租結業，9月法庭頒令清盤。
2017年七月，鄧兆尊為首的兄妹成功出售新馬師曾開辦的楚留香酒樓物業。